# Оберэрендинген
Оберэрендинген (нем. Oberehrendingen) — населённый пункт в Швейцарии, в кантоне Аргау.
Входит в состав округа Баден. Находится в составе коммуны Эрендинген. Население составляет 2018 человек (на 31 декабря 2004 года). Официальный код — 4036.
До 2005 года был самостоятельной коммуной (официальный код — 4036). 1 января 2006 года объединён с коммуной Унтерэрендинген в новую коммуну Эрендинген.

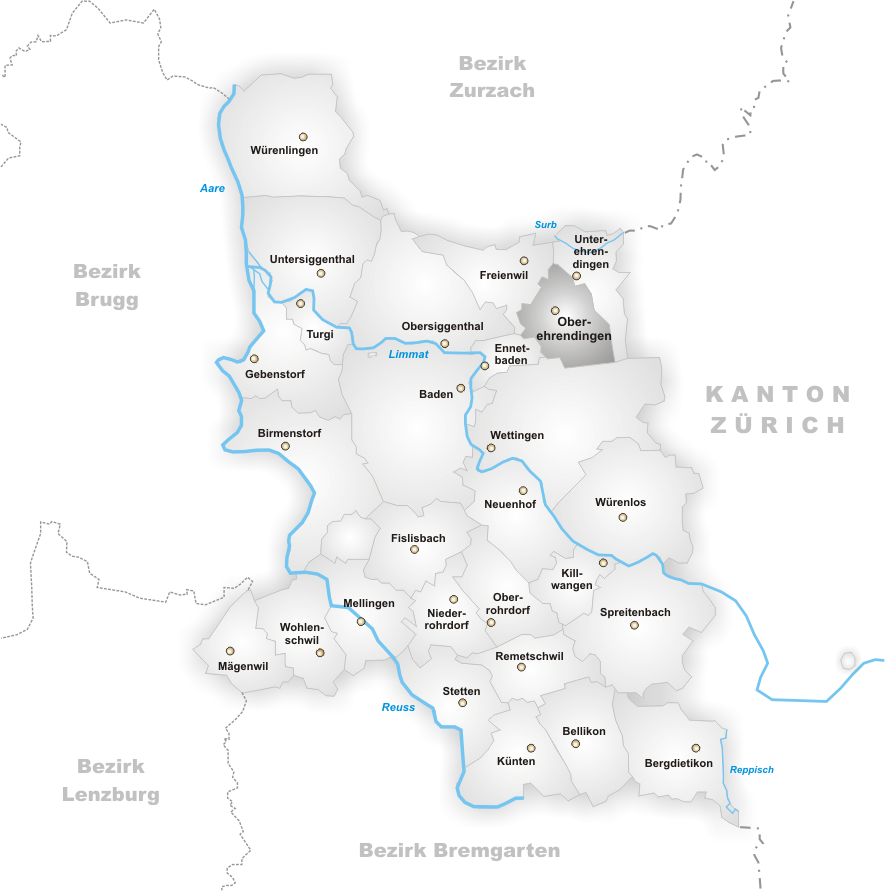
Расположение бывшей коммуны Оберэрендинген